# Parthenope (mythologie)
Parthenope (haar naam betekent "Maagdengelaat") was één der Sirenen uit de Griekse Mythologie.
Na de doortocht van Odysseus, waarbij de Sirenen voor altijd hun magische kracht verloren, veranderden zij in rotsblokken. Alleen Parthenope stortte zich in zee en verdronk. Haar dode lichaam spoelde aan en werd begraven op de plek waar later de stad Parthenope of Neapolis (Napels) zou verrijzen.
De mythische naam van Napels was Parthenope of Parthenopeia. Daar wordt op gezinspeeld in het grafschrift van Vergilius. In 1799 werd op deze naam teruggegrepen met de Parthenopeïsche Republiek, die werd gesticht in het Koninkrijk Napels.